# Chiến dịch Cockpit

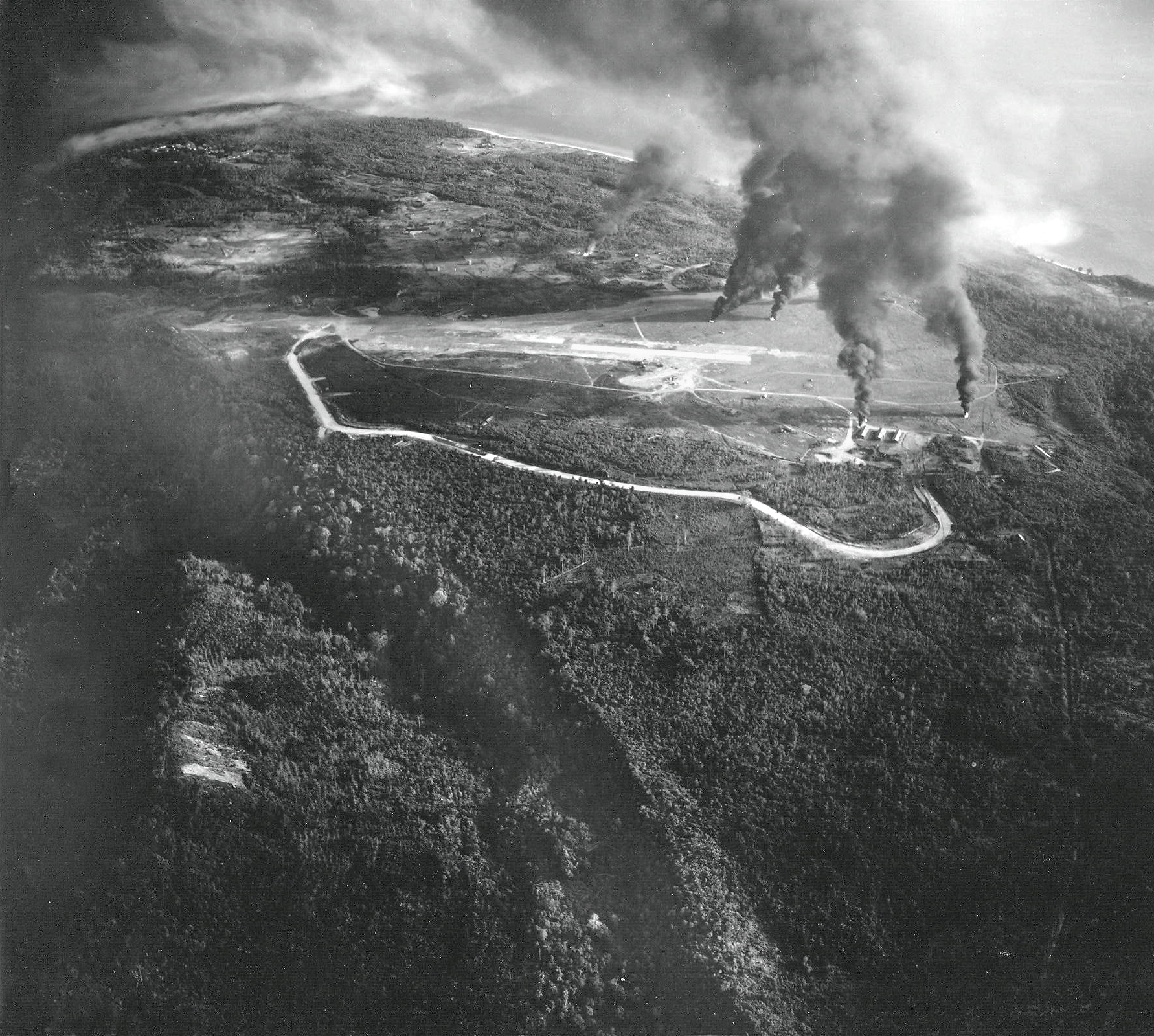
Chiến dịch Cockpit

Chiến dịch Cockpit là một loạt các cuộc không kích được thực hiện bởi lực lượng hải quân Đồng Minh (các lực lượng đặc nhiệm 69 và 70) vào ngày 19 tháng 4 năm 1944. Lực lượng được huy động bao gồm 22 tàu chiến, hai hàng không mẫu hạm, thuộc nhiều quốc gia: Hải quân Hoàng gia Anh, Hải quân Hoàng gia Úc, Hải quân Hoàng gia Hà Lan, Hải quân Hoàng gia New Zealand, và Hải quân Hoa Kỳ. Mục tiêu là các hải cảng và cơ sở lọc dầu của Nhật trên đảo Sabang (cực Bắc đảo Sumatra).

## Bối cảnh
Nhằm mục đích đánh lạc hướng quân Nhật trước chiến dịch tại Hollandia (hiện nay là Jayapura), quân Mỹ yêu cầu lực lượng Đồng Minh cùng phối hợp tiến hành các cuộc không kích trên đảo Sumatra. Cùng lúc đó, Đô đốc Somerville, Tư lệnh Hạm đội Viễn Đông (Anh Quốc), đã lựa chọn Sabang làm nơi để bắt đầu chiến dịch xâm nhập vào eo biển Malacca, bởi vị trí chiến lược này có thể đặt các trạm radar, sân bay cũng như hải cảng. Vào thời điểm này, quân Nhật tại Miến Điện đang phải chịu áp lực nặng nề của quân Đồng Minh và thiếu thốn về mọi mặt. Do đó, cuộc không kích được mong đợi sẽ làm trầm trọng hơn tình hình của quân Nhật tại đây đồng thời sẽ hỗ trợ cho Tập đoàn quân 14 của Anh. Bên cạnh đó, những kinh nghiệm thu thập bởi Hải quân Hoàng gia Anh và đặc biệt là các đơn vị trực thuộc Không lực Hải quân Hoàng gia có được kinh nghiệm khi phối hợp với các đơn vị của Hải quân Mỹ trong chiến dịch sẽ có ích cho các chiến dịch sau này trong thành phần Hạm đội Thái Bình Dương (Anh Quốc).
Chiến dịch trở nên khả thi bởi những sự tăng cường sức mạnh của tàu khu trục cần thiết để có thể hộ tống các soái hạm.

## Diễn biến
Chiến dịch bắt đầu vào lúc 5 giờ 30 phút sáng ngày 19 tháng 4, với 17 máy bay ném bom Barracuda và 13 máy bay tiêm kích Corsair xuất phát từ tàu HMS Illustrious và 29 máy bay ném bom Dauntless và Avenger và 24 máy bay tiêm kích Hellcat xuất phát từ tàu USS Saratoga. Đợt tấn công này thành công rực rỡ, quân Nhật hoàn toàn bị bất ngờ và không có một chiếc máy bay tiêm kích đánh chặn nào cất cánh. Hải cảng Sabang và sân bay Lho Nga gần đó đều bị bom đánh trúng. Hai thương thuyền cùng bị bắn phá và hai tàu khu trục cùng với một tàu hộ tống bốc cháy. 30 máy bay bị phá hủy ở sân bay và kho xăng bị chìm trong lửa sau khi bị trúng một quả bom 1000 cân Anh. Các nhà máy điện, doanh trại và trạm thông tin bị hư hại nặng. Tin tình báo từ tàu ngầm HMS Tactician cho thấy lửa bùng cháy dữ dội nhiều giờ trên hải cảng sau khi cuộc oanh tạc diễn ra.
Về phía quân Đồng Minh chỉ có 12 máy bay bị trúng hỏa lực cao xạ đối phương; tất cả đều trở về được tàu sân bay sau trận oanh kích.

## Kết quả
Quân Nhật bị bất ngờ và thành công của chiến dịch là rõ ràng; Somerville đã tuyên bố người Nhật "đã bị mắc bẫy trong chính chiếc áo kimono của họ". Những tổn thất cơ sở đóng tàu và nhiên liệu ở đây đã khiến cho việc phòng thủ của quân Nhật ở Arakan bị trì hoãn. Chiến dịch oanh tạc tiếp theo sau được thực hiện ở Surabaya, Java vào tháng 5 năm 1944, mang tên Chiến dịch Transom.

## Lực lượng Đồng Minh
Lực lượng Đặc nhiệm 69: 
Các thiết giáp hạm HMS Queen Elizabeth (soái hạm của Đô đốc James Somerville, Tổng tư lệnh Hạm đội Viễn Đông (Anh Quốc)), HMS Valiant và Richelieu của Hải quân Pháp; các tàu tuần dương HMS Newcastle (soái hạm của Chuẩn Đô Đốc A. D. Reid, Tư lệnh Hải đội tuần dương 4), HMS Nigeria, HMS Ceylon, HMNZS Gambia và HNLMS Tromp; các tàu khu trục HMS Rotherham, HMS Racehorse, HMS Penn, HMS Petard, HMAS Quiberon, Napier, Nepal và Nizam cùng HNLMS Van Galen của Hải quân Hoàng gia Hà Lan.
Lực lượng Đặc nhiệm 70:
Tàu chiến-tuần dương HMS Renown (soái hạm của Phó Đô Đốc A. J. Power, Phó tư lệnh Hạm đội Viễn Đông); các hàng không mẫu hạm HMS Illustrious (soái hạm của Chuẩn Đô Đốc Clement Moody, tư lệnh lực lượng tàu sân bay) và USS Saratoga; tàu tuần dương HMS London; các tàu khu trục HMS Quilliam, HMSQueenborough, HMS Quadrant, USS Dunlap, USS Cummings và USS Fanning.